# Остия (Рим)
Лидо ди Остия итал. Lido di Ostia — город на побережье Тирренского моря в 25 км от Рима, административно является районом (фракцией) Рима. Морской курорт.

## История
В 6 км от Лидо ди Остия у устья реки Тибр в древности находился портовый город Остия. После падения Римской империи Остия, подвергаясь с моря нападениям сарацинов и пиратов, не могла защищаться своими собственными средствами и, покинутая жителями, снова погрузилась в болота, на которых возникла благодаря человеческому труду. Малярия долго не давала возможности появления здесь новых поселений; покинутая на протяжении веков, Остия дошла до нас как город-руины. Тем не менее, с IV века продолжала существовать субурбикарная епархия Римской епархии Остия.
Лишь после осушения болот в 1907 году был основан курортный городок Ostia Nuova, в 1933 году переименованный в Lido di Roma.